# Tony Curtis
Pour les articles homonymes, voir Curtis, Tony Curtis (homonymie), Schwartz et Bernard Schwartz.
Tony Curtis, né Bernard Schwartz, le 3 juin 1925 à New York (États-Unis) et mort le 29 septembre 2010 à Henderson (États-Unis), est un acteur et producteur américain ,.
Acteur incontournable des années 1950 et 1960, il est entré dans la légende du cinéma grâce à ses rôles dans Le Grand Chantage, Les Vikings, Spartacus et surtout Certains l'aiment chaud, qu'il a tourné aux côtés de Jack Lemmon et de Marilyn Monroe. Habitué des rôles de playboy dans des comédies légères, il a su toutefois montrer sa capacité à jouer dans un registre dramatique, notamment dans L'Étrangleur de Boston. Il est également connu pour sa participation à la série télévisée Amicalement Vôtre avec Roger Moore. Retiré du cinéma depuis les années 1980, il s'adonnait principalement à la peinture et à la photographie.

## Biographie

### Famille et jeunesse
Né en 1925 à l'hôpital de la Cinquième Avenue à Manhattan, Bernard Schwartz (surnommé « Bernie ») est le fils aîné d'émigrés juifs hongrois, émigrés aux États-Unis dans les années 1920 : Emanuel (Mano) né à Ópályi et Helen Schwartz (née Klein) originaire de Michalovce ou de Vaľkovo, aujourd'hui en Slovaquie,,.
Il vit dans la misère, d'abord à Manhattan puis dans le Bronx, dans l'arrière-boutique de tailleur de son père en compagnie de ses deux frères cadets, Julius (1929-1938) et Robert (1940-1992), auprès d'une mère schizophrène et dure : « Quand j'étais enfant, maman me battait et fut très agressive et hostile ». Il ne parle que le hongrois et le yiddish jusqu'à l'âge de six ans, ce qui retarde sa scolarité,.
En 1933, durant la Grande Dépression, les parents de Curtis ne pouvant plus s'occuper financièrement des garçons, Bernie et Julius sont placés temporairement dans une institution d'État, où ils sont fréquemment impliqués dans des conflits avec de jeunes antisémites qui leur jettent des pierres ou se battent avec eux.
Le plus jeune de ses frères, Robert, est placé en institution psychiatrique avec la même maladie que sa mère. Âgé de 9 ans, son autre frère Julius est heurté et tué par un camion lorsque Bernie a treize ans. Il est profondément marqué par cet accident, son frère étant son meilleur — et peut-être son seul — ami.
Il passe beaucoup de temps dans les rues du Bronx, où il a de mauvaises fréquentations, et finit par se faire arrêter et placer en centre de redressement. C'est là qu'il découvre le théâtre et le cinéma, et son envie de vouloir y briller. À seize ans, il décroche son premier petit rôle dans une pièce de théâtre.

### Débuts au cinéma
Pendant la Seconde Guerre mondiale, il s'engage dans l'armée après l'attaque de Pearl Harbor et sert dans l'U.S. Navy entre 1942 et 1945, à bord du ravitailleur de sous-marins USS Proteus (AS-19) (en). Vers la fin de la guerre, il est blessé dans un accident alors qu'il est en service. À l'âge de 20 ans, il assiste à la capitulation du Japon dans la baie de Tokyo, le 2 septembre 1945.
En tant qu'ancien combattant, il lui est octroyé une bourse qui lui permet de s'inscrire dans un cours d'art dramatique à New York, à partir de 1947, auprès d'Erwin Piscator. Le soir, il fait des figurations et tient des seconds rôles dans de petits théâtres new-yorkais. C'est au cours d'une représentation de la pièce de théâtre Golden Boy que le beau jeune homme qu'est Bernie Schwartz est repéré par un agent d'Universal Pictures, Bob Goldstein, qui lui offre un billet pour Los Angeles et lui fait signer un contrat de sept ans.
Il arrive à Hollywood en 1948, âgé de 23 ans. De son propre aveu, à cette époque, il est surtout intéressé par les filles et l'argent. Universal souhaitant masquer les origines juives de son nom, Bernard Schwartz propose d'adopter comme pseudonyme le patronyme d'un de ses ancêtres hongrois, Kertész - ou  Kurtz - mais le dénicheur de talent Bob Goldstein l'incite à l'angliciser en « Curtis ». L'acteur choisit le prénom « Anthony » en référence au roman d'Hervey Allen Anthony Adverse qu'il affectionne. Le pseudonyme « Anthony Curtis » se transforme rapidement en « Tony Curtis » qui apparaît pour la première fois dans le film Kansas en feu en 1950. Sa coiffure séduit, impose peu à peu un style et est désormais imitée, dans les années 1950.

### Star internationale

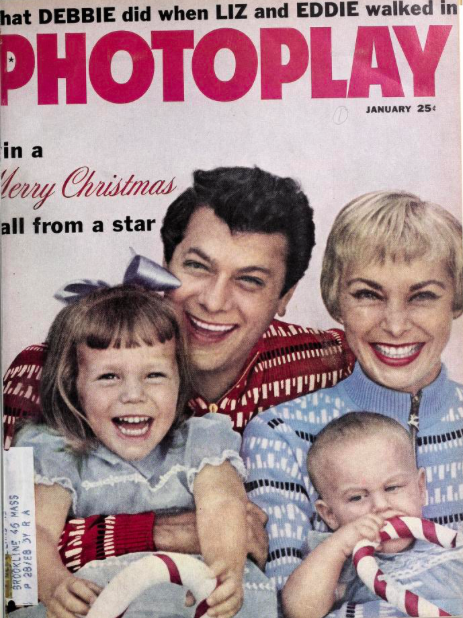
Tony Curtis, Janet Leigh, leurs enfants Kelly et Jamie Lee Curtis en 1960.

Son premier film comme figurant est Pour toi j'ai tué de Robert Siodmak, en 1949, où on le voit danser avec Yvonne De Carlo. Il tourne ensuite un certain nombre de séries B.
Tony Curtis obtient un petit rôle auprès de James Stewart dans Winchester '73 et la même année dans Le Voleur de Tanger de Rudolph Maté où son physique athlétique et son visage bronzé lui permettent de jouer les personnages « orientaux », comme dans Houdini le grand magicien ou Le Fils d'Ali Baba.
Il rencontre, et épouse l'actrice Janet Leigh le 4 juin 1951. Ils ont deux enfants : Kelly (1956) et Jamie (1958), toutes deux plus connues sous les noms de Kelly Curtis et de Jamie Lee Curtis.
Son premier grand film est Trapèze avec Burt Lancaster en 1956, qui reçoit plusieurs récompenses. Sa performance dramatique est remarquée. L'année suivante, il reforme avec Lancaster un duo pour un film charnière dans sa carrière, Le Grand Chantage (Sweet Smell of Success), qui le consacre véritablement à Hollywood.

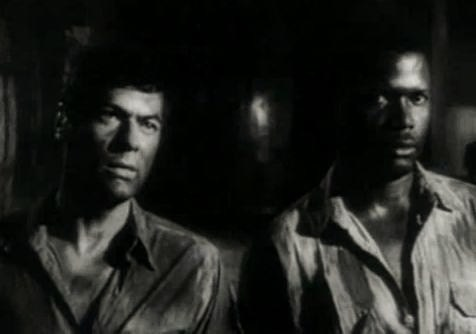
Tony Curtis et Sidney Poitier dans La Chaîne (1958).

La superstar Kirk Douglas, producteur et acteur principal du film Les Vikings, l'engage avec Janet Leigh pour jouer Eric, l'esclave demi-frère et ennemi de Einar (interprété par Kirk Douglas). Cette fresque historique est un immense succès à travers le monde.
Toujours avec sa femme, il tourne sous la direction de Blake Edwards, Vacances à Paris, une comédie romantique légère, ainsi qu'Opération Jupons, dans lequel il interprète un officier de l'US Navy. Ces films le confortent dans les rôles de séducteur playboy.
La Chaîne de Stanley Kramer la même année est également un grand succès : il est nommé à l'Oscar du meilleur acteur sans toutefois le remporter.
Un autre maître de la comédie, Billy Wilder, fait appel à lui et à Jack Lemmon pour donner la réplique, en 1959, à Marilyn Monroe dans Certains l'aiment chaud, film aujourd'hui considéré par l'AFI comme la plus grande comédie de tous les temps.
Associé avec sa femme Janet Leigh dans une société de production, Tony Curtis produit et interprète Qui était donc cette dame ?. Insistant pour avoir un rôle dans la nouvelle superproduction de Kirk Douglas, ce dernier lui crée un rôle dans Spartacus, celui du poète Antoninus.
Curtis connaît le succès financier. Dès le début des années 1950, il est l'un des premiers acteurs à accepter un pourcentage des recettes de ses films en plus de son salaire.
Avec l'aide de son manager Lew Wasserman de MCA, Curtis réussit à éviter d'être lié à un genre cinématographique particulier, tout au long des années 1950. Il joue dans des comédies légères, des westerns et des thrillers policiers ainsi que dans des rôles de caractère et est membre d'un ensemble musical. Lorsque Wasserman reprend la direction d'Universal Studios en 1962 , il abandonne son rôle de manager et Swifty Lazar devient l'agent de Curtis. Lazar se concentre alors exclusivement sur les films d'aventure et les comédies légères dans son choix de rôles - à l'exception de The Outsider, en 1962, le biopic sur l'Amérindien Ira Hayes, dans lequel Curtis joue le rôle-titre.
Il apporte de la fraîcheur au film Deux Têtes folles avec Audrey Hepburn et William Holden et, retrouvant Douglas et Lancaster, il participe au naufrage commercial du film Le Dernier de la liste de John Huston.
Le 18 juillet 1962, il divorce de Janet Leigh auprès de laquelle il semblait avoir perdu son aura.
Les films qui suivent ne marquent pas la mémoire des cinéphiles : Une vierge sur canapé ou La Grande Course autour du monde, tous les deux avec Natalie Wood comme partenaire, constituent toutefois des divertissements de qualité. Il donne la réplique à Jerry Lewis dans Boeing Boeing en 1965 et prête sa voix à Roman Polanski pour son Rosemary's baby.
Dans un registre encore subtilement comique, il joue d'une finesse chatoyante le rôle d'un serial killer des dames dans Arrivederci baby.
Début 1968, le magazine Variety le place en tête du classement des acteurs les mieux payés au monde, mais qui, d'après leurs films des dernières années, « ne valaient pas leur prix ». De plus, l'industrie cinématographique traversait alors une crise et était en pleine mutation. Tony Curtis était décrit comme « l'acteur principal d'hier », même si, à l'époque, l'homme de 43 ans est encore admiré par la presse et le public pour son physique juvénile.
Voulant réellement prouver qu'il est un acteur dramatique capable et actuel, et pas seulement un comique bon pour les films commerciaux, il insiste pour jouer le rôle principal de L'Étrangleur de Boston. Appuyé par le réalisateur Richard Fleischer, et pour un cachet ridicule, il obtient le rôle en se grimant pour convaincre Richard D. Zanuck de la 20th Century Fox ; la réaction des critiques et du public est excellente et lui vaut une nomination aux Golden Globes.
Les années suivantes, Curtis ne parvient pas à capitaliser sur ce succès et, jusqu'en 1970, il revient à la comédie et au cinéma d'aventure américains et européens, avec un succès mitigé.

### Fin de carrière

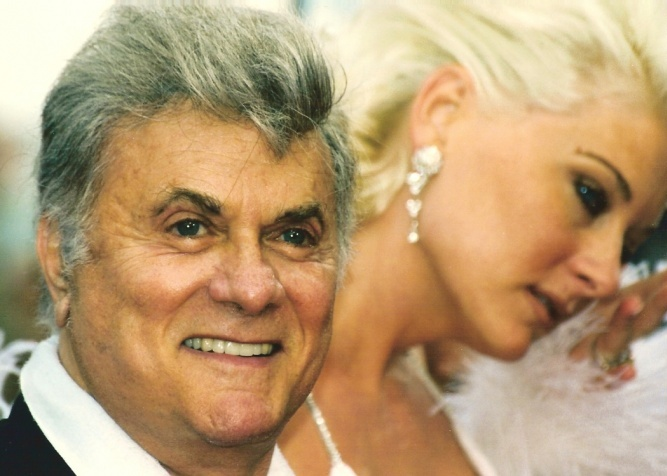
Tony Curtis au Festival de Cannes 1997.

Dès lors, Tony Curtis se tourne vers la télévision. Son dernier grand rôle marquant au cinéma est celui de Chester Schofield dans Gonflés à bloc de Ken Annakin en 1969.
Une seconde carrière s'ouvre alors à lui, grâce à la série Amicalement vôtre en 1971 avec Roger Moore jouant le Britannique Lord Brett Sinclair, auprès duquel Curtis incarne le playboy américain Danny Wilde, pour résoudre avec humour des affaires criminelles. La plupart des épisodes sont tournés en Grande-Bretagne et en France. Jamais auparavant une superstar du grand écran comme Curtis n'avait endossé le rôle principal d'une série télévisée. Son cachet, auquel s'ajoute une part de 25 % des bénéfices, fait de lui l'acteur de télévision le mieux payé au monde. La série reçoit une attention médiatique considérable avant même le début du tournage mais elle ne dure qu'une seule saison, faute d'avoir plu au public américain, alors que le réseau américain ABC est son principal financier. En France, on se souvient autant de son personnage Daniel Wilde que de sa voix française, doublée par Michel Roux. Avec cette série, Curtis se gagne une génération de nouveaux fans, peu familiers avec son passé cinématographique, qui apprécient son style et la tenue vestimentaire de Danny Wilde composée d'un pantalon à pattes d'éléphant, d'une veste en cuir moulante, d'un foulard en soie et de gants ; Tony Curtis est ainsi élu « Homme le mieux habillé de l'année » en 1970.
Il apparaît aussi dans les séries McCoy et Vega$, ainsi que dans le dernier épisode de la saison 5 (24-25) des Experts, réalisé par Quentin Tarantino, où il fait une brève apparition.
Retiré du cinéma et de la télévision, Tony Curtis tombe dans la dépression et la drogue. En 1984, il est hospitalisé d'urgence pour une cirrhose avancée, conséquence de son alcoolisme et de sa dépendance à la cocaïne. Il fait une cure de désintoxication et emménage dans le manoir Playboy.
Il mène une carrière de peintre à partir des années 1980. Ses toiles valent à présent[Quand ?] près de 25 000 dollars et sont exposées à la galerie Tony Vanderploeg à Carmel en Californie.
Il subit un pontage aortocoronarien en 1994, après une crise cardiaque.
En 1995, il édite son autobiographie, il vient en France présenter celle-ci au festival international de Beauvais où il est invité  ; dans le même temps, il est fait chevalier de l'ordre des Arts et des Lettres. Il possède son étoile sur le Hollywood Walk of Fame à Los Angeles.
En 2002, Tony Curtis reprend en tournée le rôle du millionnaire Osgood Fielding III dans Certains l'aiment chaud, une version révisée de la comédie musicale Sugar donnée à Broadway en 1972 et inspirée du film de Billy Wilder dans lequel ce rôle avait été interprété par Joe E. Brown. Il faillit mourir d'une pneumonie lors du Noël 2006.
Acteur populaire et internationalement connu, il n'a cependant jamais reçu de Golden Globe, ni d'Oscar.
Cinq mois avant sa mort, il réécrit son testament, nommant tous ses enfants et les déshéritant intentionnellement sans explication pour laisser l'intégralité de ses biens à sa dernière épouse Jill Vandenberg Curtis
Le 8 juillet 2010, Curtis, qui souffrait d' une maladie pulmonaire obstructive chronique (MPOC), est hospitalisé à Las Vegas après avoir subi une crise d'asthme lors d'une séance de dédicaces à Henderson dans le Nevada, où il vivait.
Tony Curtis meurt le 29 septembre 2010 à l'âge de 85 ans à son domicile à Henderson, à la suite d'une insuffisance cardiaque. Il est inhumé dans le Palm Memorial Park de Las Vegas. Il s’est fait enterrer avec son téléphone et quelques autres objets comme un chapeau Stetson, une écharpe Armani, des gants de conduite, un exemplaire de son roman préféré, une paire de chaussures de bébé de son fils Nicholas dont la mort en 1994 avait dévasté Curtis,. Sur sa pierre tombale, figure un extrait du poème narratif (en)Richard Cory d'Edwin Arlington Robinson.

### Vie privée

#### Mariages et enfants

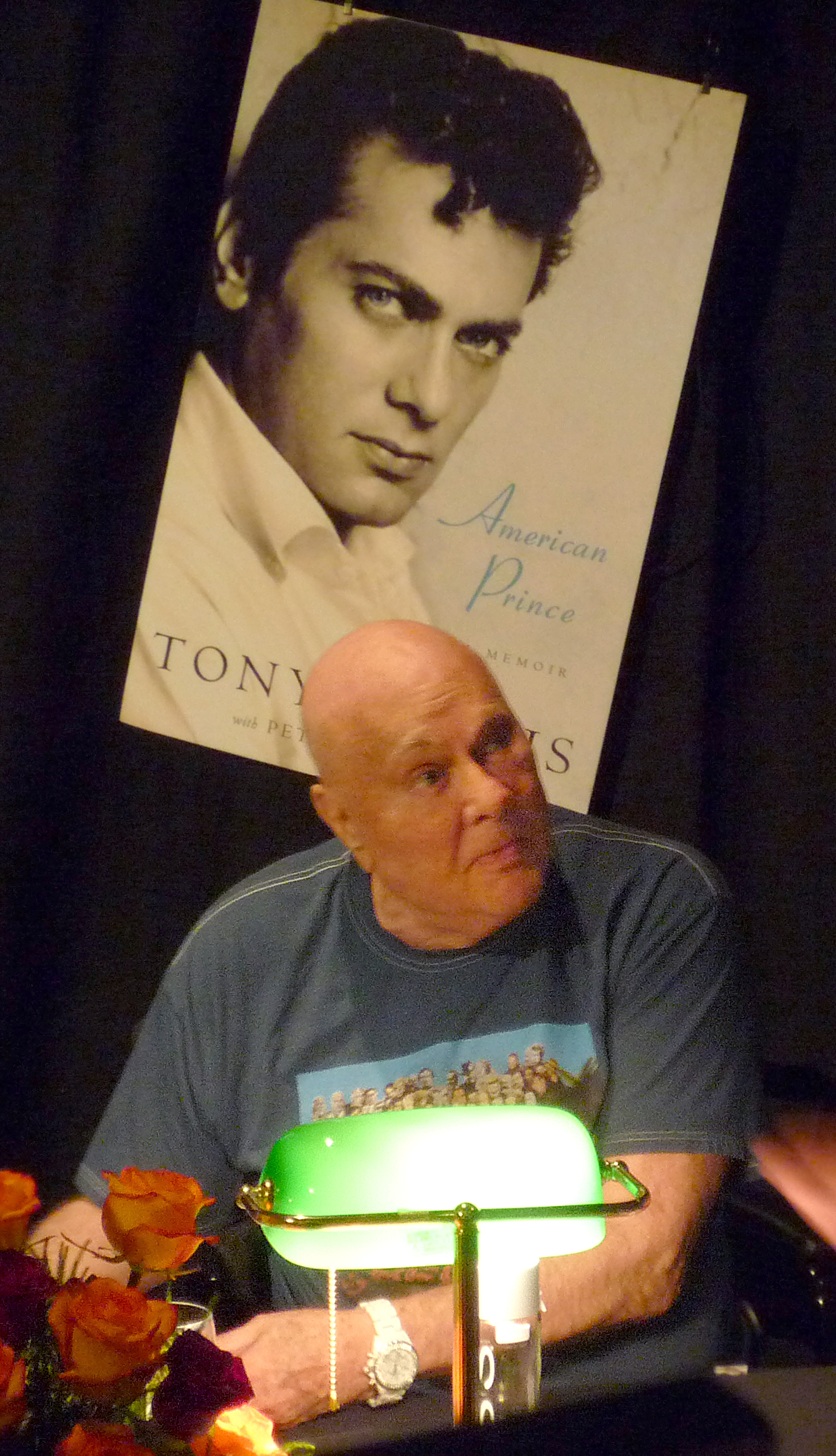
Tony Curtis en 2009.

Tony Curtis a été marié six fois,, et est père de six enfants :
- Sa première épouse, de loin la plus connue, est l'actrice Janet Leigh (1927-2004), avec qui il se marie en 1951 devant un juge local à Greenwich dans le Connecticut, malgré la vive opposition du studio Universal-International avec lequel il était en contrat - avec pour témoin l'humoriste et ami proche Jerry Lewis[4] ; le couple reste marié onze ans[26] et aura deux filles : Kelly Curtis (née en 1956) et Jamie Lee Curtis (née en 1958), toutes deux actrices[29] ;
- Christine Kaufmann (1945-2017), actrice allemande, qu'il épouse en 1963 alors qu'elle est âgée de 18 ans et avec qui il aura deux filles : Alexandra (née en 1964) et Allegra (née en 1966) ; le couple divorce en 1968 après quoi, Kaufmann reprend sa carrière qu'elle avait interrompue pendant leur mariage ;
- Leslie Allen qu'il épouse en avril 1968 et qui sera la mère de ses deux fils : Nicholas Curtis (1970-1994[30], mort d'overdose), acteur, et Benjamin Curtis (1973) ; le couple divorce en 1982 ;
- Andrea Savio  épousée en 1984 ; le couple divorce en 1992[31] ;
- Lisa Deutsch, épousée en 1993 et divorcée l'année suivante ;
- Jill Vandenberg (née en 1971), entraîneuse de chevaux de 45 ans sa cadette ; ils se rencontrent dans un restaurant en 1993 et se marient en 1998 ; elle devient sa veuve en 2010[32],[31].

#### Autres
En 1948, il a eu une liaison avec Marilyn Monroe, quand aucun des deux n'était connu.
Le 26 avril 1970, Curtis est arrêté pour possession de marijuana à l'aéroport d'Heathrow à Londres. Selon le Pittsburgh Post-Gazette, il souffrait d'alcoolisme et de toxicomanie, et est passé par le centre de traitement de la clinique Betty Ford au milieu des années 1980, ce qui a été un succès pour lui. En 1994, son fils Nicholas meurt d'une overdose d'héroïne à l'âge de 23 ans.
Il souffrait de la peur de l'avion (aérodromophobie). Il a milité avec l'actrice Bo Derek contre l'abattage des chevaux.

#### Philanthropie et identité juive
En hommage à ses origines hongroises et juives, Tony Curtis et sa fille Jamie Lee Curtis participent financièrement, dans les années 1990, à la restauration de la Grande synagogue de Budapest, la plus grande d'Europe, endommagée lors de la Seconde Guerre mondiale,.
En 1998, il fonde à New York la Fondation Emanuel (du prénom de son père) pour la Culture hongroise, dont il est président d'honneur ; cette organisation œuvre à la restauration et à la préservation des synagogues et des 1 300 cimetières juifs de Hongrie et est dédiée aux 600 000 victimes juives de la Shoah en Hongrie et sur les terres occupées par l'Armée royale hongroise,.  Dans les confins de la Grande synagogue de Budapest s'élève le Mémorial de l'Holocauste de l'Arbre de Vie, financé par la Fondation Emanuel, dédié à la mémoire des Juifs hongrois assassinés par les nazis ; l'arbre, qui est fait d'acier inoxydable et d'argent, ressemble à un saule pleureur et sa forme ressemble à une menorah à l'envers ; les noms des victimes hongroises de la Shoah sont inscrits sur ses 4 000 feuilles de métal et au sommet de la double arche en granit noir se trouvant devant l'arbre, une inscription hébraïque demande : « Y a-t-il une douleur plus grande que la mienne ? ».
Curtis contribue également à promouvoir l'image nationale de la Hongrie dans des publicités.

## Filmographie
Cinéma

### Années 1940
- 1949 : Pour toi j'ai tué (Criss Cross) de Robert Siodmak : un gigolo (non-crédité au générique)
- 1949 : Graine de faubourg (City across the River) de Maxwell Shane : Mitch
- 1949 : Johnny le mouchard (Johnny Stool Pigeon) de William Castle : Joey Hyatt
- 1949 : Une femme joue son bonheur (The Lady Gambles) de Michael Gordon : un groom
- 1949 : Take One False Step de Chester Erskine : le conducteur de hot rod
- 1949 : How to Smuggle a Hernia Across the Border de Jerry Lewis (court métrage) : le soldat souffrant de hernie

### Années 1950
- 1950 : Winchester '73 de Anthony Mann : Doan
- 1950 : Francis, le mulet qui parle (Francis) d'Arthur Lubin : le capitaine Jones (le générique du film mentionne 1949)
- 1950 : J'étais une voleuse (I Was a Shoplifter) de Charles Lamont : Pepe
- 1950 : Sierra d'Alfred E. Green : Brent Coulter
- 1950 : Kansas en feu (Kansas Raiders) de Ray Enright : Kit Dalton
- 1951 : Le Voleur de Tanger (The Prince Who Was a Thief) de Rudolph Maté : Julna
- 1952 : Flesh and Fury (en) de Joseph Pevney : Paul Callan
- 1952 : No Room for the Groom de Douglas Sirk : Alvah Morrell
- 1952 : Le Fils d'Ali Baba (Son of Ali Baba) de Kurt Neumann : Kashma Baba
- 1953 : Houdini le grand magicien (Houdini) de George Marshall : Harry Houdini
- 1953 : The All American de Jesse Hibbs : Nick Bonelli
- 1953 : Double Filature (Forbidden) de Rudolph Maté : Eddie Darrow
- 1953 : La Patrouille infernale (Beachead) de Stuart Heisler : Burke
- 1954 : Le Chevalier du roi (The Black Shield of Falworth) de Rudolph Maté : Myles
- 1954 : Les Bolides de l'enfer (Johnny Dark) de George Sherman : Johnny Dark
- 1955 : La police était au rendez-vous (Six Bridges to Cross) de Joseph Pevney : Jerry Florea
- 1955 : Ça c'est Paris (So This Is Paris) de Richard Quine : Joe Maxwell
- 1955 : Le Cavalier au masque (The Purple Mask) de H. Bruce Humberstone : René de Travière / Le masque pourpre
- 1955 : Les Années sauvages (The Rawhide Years) de Rudolph Maté : Ben Matthews
- 1955 : La Jungle des hommes de Jerry Hopper : Eddie Quaid / Packy Glennon
- 1956 : Trapèze (Trapeze) de Carol Reed : Tino Orsini
- 1957 : L'Extravagant Monsieur Cory (Mister Cory) de Blake Edwards : Cory
- 1957 : Rendez-vous avec une ombre (The Midnight Story) de Joseph Pevney : Joe Martini
- 1957 : Le Grand Chantage (Sweet Smell of Success) de Alexander Mackendrick : Sidney Falco
- 1958 : Les Vikings (The Vikings) de Richard Fleischer : Eric
- 1958 : La Chaîne (The Defiant Ones) de Stanley Kramer : John Jackson
- 1958 : Les Diables au soleil (Kings Go Forth) de Delmer Daves : caporal Britt Harris
- 1958 : Vacances à Paris (The Perfect Furlough) de Blake Edwards : caporal Paul Hodges
- 1959 : Certains l'aiment chaud (Some Like It Hot) de Billy Wilder : Joe
- 1959 : Opération jupons (Operation Petticoat) de Blake Edwards : lieutenant J. G. Nicholas Holden

### Années 1960
- 1960 : Qui était donc cette dame ? (Who Was That Lady?) de George Sidney : David Wilson
- 1960 : Spartacus de Stanley Kubrick : Antoninus
- 1960 : Pepe de George Sidney : Tony Curtis
- 1960 : Les Pièges de Broadway (The Rat Race) de Robert Mulligan : Pete Hammond Jr.
- 1961 : Le Roi des imposteurs (The Great Impostor) de Robert Mulligan : Ferdinand Waldo Demara Jr./Martin Donner/Dr Gilbert/Ben W. Stone/Dr Joseph Morney/Robert Boyd Hammnd
- 1961 : Le Héros d'Iwo-Jima (The Outsider) de Delbert Mann : Ira Hayes
- 1962 : Tarass Boulba de J. Lee Thompson : Andrei Bulba
- 1962 : Des ennuis à la pelle (40 Pounds of Trouble) de Norman Jewison : Steve McCluskey
- 1963 : Le Dernier de la liste (The List of Adrian Messenger) de John Huston : caméo
- 1963 : Le Combat du capitaine Newman (Captain Newman, M.D.) de David Miller : caporal Jackson Leibowitz
- 1964 : Deux Têtes folles (Paris, When It Sizzles) de Richard Quine : Maurice/Philippe
- 1964 : Au revoir, Charlie (Goodbye Charlie) de Vincente Minnelli : George Tracy
- 1964 : La mariée a du chien (Wild and Wonderful) de Michael Anderson : Terry Williams
- 1964 : Une Vierge sur canapé (Sex and the Single Girl) de Richard Quine : Bob Weston
- 1965 : La Grande Course autour du monde (The Great Race) de Blake Edwards : le grand Leslie
- 1965 : Boeing Boeing (Boeing (707) Boeing (707)) de John Rich : Bernard Lawrence
- 1966 : La Chambre des horreurs (Chamber of Horrors) de Hy Averback : M. Julian (caméo)
- 1966 : Deux Minets pour Juliette ! (Not with My Wife, You Don't!) de Norman Panama : Tom Ferris
- 1966 : Arrivederci baby (Drop Dead Darling) (Arrivederci baby) de Ken Hughes : Nick Johnson
- 1967 : Comment réussir en amour sans se fatiguer (Don't Make Waves) d'Alexander Mackendrick : Carlo Cofield
- 1967 : La Ceinture de chasteté (La Cintura di castita) de Pasquale Festa Campanile : Guerrando da Montone
- 1968 : Rosemary's baby de Roman Polanski : Donald Baumgart (voix) (non crédité)
- 1968 : L'Étrangleur de Boston (The Boston Strangler) de Richard Fleischer : Albert DeSalvo
- 1969 : Gonflés à bloc (Monte Carlo or Bust) de Ken Annakin : Chester Schofield

### Années 1970
- 1970 : Les Baroudeurs (You Can't Win 'Em All) de Peter Collinson : Adam Dyer
- 1970 : Trois Réservistes en java (Suppose They Gave a War and Nobody Came?) d'Hy Averback : Shannon Gambroni
- 1975 : Lepke, le caïd de Menahem Golan : Louis Buchalter
- 1976 : Le Dernier Nabab (The Last Tycoon) de Elia Kazan : Rodriguez
- 1976 : Treize Femmes pour Casanova (Casanova and co) de Franz Antel : Giacomo/Casanova
- 1977 : Sextette de Ken Hughes : Alexei Karansky
- 1978 : The Bad News Bears Go to Japan de John Berry : Marvin Lazar
- 1978 : Le Faiseur d'épouvantes (The Manitou) de William Girdler : Harry Erskine
- 1979 : Title Shot de Les Rose : Frank Renzetti

### Années 1980
- 1980 : Deux Affreux sur le sable (It Rained All Night the Day I Left) de Nicolas Gessner : Robert Talbot
- 1980 : Le miroir se brisa (The Mirror Crack'd) de Guy Hamilton : Martin N. Fenn
- 1980 : La Puce et le Grincheux (Little Miss Marker) de Walter Bernstein : Blackie
- 1982 : Othello, el comando negro de Max-Henri Boulois : colonel Iago
- 1983 : Brainwaves de Ulli Lommel : Dr Clavius
- 1983 : Baloba de James Polakoff : Ernie Stoddard
- 1984 : Where Is Parsi? d'Henri Helman : Parsifal Katznellenbogen
- 1985 : Une nuit de réflexion de Nicolas Roeg : un sénateur
- 1986 : Club Life de Norman Thaddeus Vane : Hector
- 1986 : Banter de Hervé Hachuel : Charles Foster
- 1988 : Le Passager - Welcome to Germany de Thomas Brasch : M. Cornfield
- 1989 : L'Homme homard venu de Mars (Lobster Man from Mars) de Stanley Sheff : J.P. Shelldrake
- 1989 : Norman Thaddeus Vane : M. B
- 1989 : Walter & Carlo i Amerika de Jarl Friis-Mikkelsen et Ole Stephensen : Willy La Rouge

### Années 1990
- 1991 : Prime Target de David Heavener et Phillip J. Roth : Marietta Copella
- 1992 : Center of the Web de David A. Prior : Stephen Moore
- 1993 : Momie : la Résurrection (The Mummy Lives) de Gerry O'Hara : Aziru/Dr Mohassid
- 1993 : Naked in New York de Daniel Algrant: Carl Fisher
- 1995 : La Guerre du phrax de Brian Grant : Dominic
- 1997 : Hardball de George Erschbammer : Wald
- 1997 : Brittle Glory de Stewart Schill : Jack Steele
- 1997 : Jackie Brown de Quentin Tarantino: lui-même (images d'archives)
- 1998 : Louis & Frank d'Alexandre Rockwell : Lenny Star Springer
- 1998 : Stargames de Greydon Clark : King Fendel
- 1999 : Les Adversaires (Play It to the Bone) de Ron Shelton : un fan dans le coin du ring

### Années 2000
- 2002 : Reflections of Evil de Damon Packard : un invité
- 2008 : David & Fatima d'Alain Zaloum : M. Schwartz

## Télévision

### Années 1950
- 1959 : On Trial (anthologie), épisode Man on a Rack de Don Weis : Charlie

### Années 1960
- 1960 : Startime (anthologie), épisode The Young Juggler de Ted Post : le jongleur

### Années 1970
- 1971-1972 : Amicalement vôtre… (The Persuaders!) (série télévisée, 24 épisodes) de Robert S. Baker : Daniel "Danny" Wilde
- 1973 : The Third Girl from the Left de Peter Medak (téléfilm) : Joey Jordan
- 1973 : Shaft (série télévisée), saison unique, épisode 3 Hit-Run : Clifford Grayson
- 1975 : Le Comte de Monte-Cristo (The Count of Monte Cristo) de David Greene (téléfilm) : Fernand Mondego
- 1975 : Le Grand Jeu (téléfilm) : McCoy
- 1975 : McCoy (série télévisée) : McCoy
- 1978 : The Users (téléfilm) : Randy Brent
- 1978-1981 : Vega$ (série TV) : Roth

### Années 1980
- 1980 : The Scarlett O'Hara War (téléfilm) : David O'Selznick
- 1981 : Inmates : A Love Story (téléfilm) : Flanagan
- 1981 : The Million Dollar Face (téléfilm) : Chester Masterson
- 1982 : Portrait of a Showgirl (téléfilm) : Joey DeLeon
- 1983 : L'Homme qui tombe à pic (The Fall Guy) (série télévisée) : Joe O'Hara
- 1986 : Mafia Princess (téléfilm) : Sam Giancana
- 1986 : Drame en trois actes (Murder in Three Acts) (téléfilm) : Charles Cartwright
- 1989 : Charlie (téléfilm) : Scott Parish
- 1989 : Les Aventures de Tarzan à New York (Tarzan in Manhattan) (téléfilm) : Archimedes Porter

### Années 1990
- 1990 : Thanksgiving (téléfilm) : Max Schloss
- 1992 : Christmas in Connecticut (téléfilm) : Alexander Yardley
- 1994 : Bandit: Beauty and the Bandit (téléfilm) : Lucky Bergstrom
- 1994 : A Perry Mason Mystery: The Case of the Grimacing Governor (téléfilm) : Johnny Steele
- 1996 : Loïs et Clark (Loïs & Clark : The New Adventures of Superman) (série télévisée) : Dr Mamba
- 1996 : Roseanne (série télévisée) : Hal
- 1998 : Susan! (série télévisée) : Peter DiCaprio

### Années 2000
- 2005 : La Star de la famille (Hope & Faith) (série télévisée) : Morris
- 2005 : Les Experts: Las Vegas (CSI: Las Vegas) (série télévisée) : lui-même

## Publication
- Tony Curtis et Barry Paris (trad. de l'anglais par Christiane et David Ellis), Tony Curtis, l'autobiographie, Paris, France, Belfond, 1995, 345 p. (ISBN 978-2714432322)
- Tony Curtis ; Peter Golenbock, Tony Curtis: American Prince: My Autobiography. New York: Harmony Books, 2008. ISBN 978-0-307-40849-5
- Tony Curtis et Mark Vieira (trad. de l'anglais par David Fauquemberg), Certains l'aiment chaud et Marilyn, Monaco-Paris, France, Le Serpent à Plumes, 2010, 316 p. (ISBN 978-2-268-06924-1)

## Distinctions
- Golden Apple Award, acteur le plus coopératif, 1952, 1958[40] ;
- Photoplay Awards, acteur masculin le plus populaire, 1958 ;
- Henrietta Award, favori du cinéma mondial — masculin, Golden Globe Awards, 1958, 1961 ;
- Nomination aux Film Awards, meilleur acteur étranger, British Academy of Film and Television Arts, 1958, nomination aux Oscars, meilleur acteur, 1959, tous deux pour Sweet Smell of Success ;
- Nomination aux Film Awards, meilleur acteur étranger, British Academy of Film and Television Arts, nomination aux Golden Globe Awards, meilleur acteur de film — drame, 1959, tous deux pour The Defiant Ones ;
- Nomination aux Golden Globe Awards, meilleur acteur de film — drame, 1969, pour The Boston Strangler ;
- Nomination aux Emmy Awards, meilleur acteur principal dans une série limitée ou un spécial, 1980, pour The Scarlett O'Hara War ;
- USA Film Festival Master Screen Artist Award, 1992 ;
- Distinguished Hollywood Film Artist Award, St. Louis International Film Festival, 1997 ;
- Prix d'honneur « Le Général », Festival international du film de Catalogne, 2000 ;
- Prix spécial David di Donatello, 2001 ;
- Caméra d'or pour l'ensemble de sa carrière, 2004 ;
- Sony Ericsson Empire Lifetime Achievement Award ; Emmy Lifetime Achievement Award, 2006 ;
- Réception d'une étoile sur le Hollywood Walk of Fame.

## Voix françaises
Au début de sa carrière, Tony Curtis était principalement doublé par Hubert Noël puis occasionnellement par Jean-Claude Michel. Par la suite, Michel Roux devint sa voix française régulière.